# Just the Way You Are (canción de Billy Joel)
«Just the Way You Are» es una canción del cantante estadounidense Billy Joel, perteneciente al álbum The Stranger. Fue lanzada en septiembre de 1977. La canción ganó dos premios Grammy en 1978: grabación del año y canción del año. Se convirtió tanto en el primer sencillo de Joel en el Top 10 de EE. UU. como en el Top 20 del Reino Unido (alcanzando el n. ° 3 y el n. ° 19 respectivamente), así como el primer Disco de oro de Joel en los EE. UU. La canción también encabezó el Billboard Easy Listening Chart"" durante todo el mes de enero de 1978.

## Antecedentes
Joel comentó en una ocasión que la melodía y la progresión de acordes de esta canción se le ocurrieron mientras dormía. En una entrevista en el Howard Stern Radio Show, el 16 de noviembre de 2010, Joel reveló que la inspiración para escribir el nombre de la canción y cómo suena en el coro se tomó directamente de la última línea de la canción de Frankie Valli y The Four Seasons "Rag Doll". La canción también comparte algunas similitudes con "I'm Not in Love" de 10cc (1975), por el teclado y los bucles de los coros que usaron Joel y Ramone.
La canción, que trataba sobre la entonces mujer y mánager de Joel, Elizabeth Weber, no le gustaba ni a Joel ni a su banda, y originalmente Joel estaba en contra de que se incluyese en el álbum. Sin embargo, debido a la petición de Linda Ronstadt y Phoebe Snow (ambas estaban grabando en otros estudios en el mismo edificio), Joel y su productor Phil Ramone aceptaron incluir la canción en el corte final. Después de que Joel y Weber rompieran en 1982, Joel raramente interpretó esta canción en sus conciertos. Sin embargo, el productor del álbum, Phil Ramone, más tarde contradijo la afirmación de Joel, afirmando en una entrevista que no podían darse el lujo de excluir la canción porque Joel no tenía mucho material para elegir para el álbum. Joel señaló que en la época de su primer divorcio, durante las interpretaciones de la canción su baterista Liberty DeVitto parodiaba en broma la letra del coro como "She got the house, she got the car".
El solo de saxofón fue interpretado por Phil Woods, un conocido intérprete de jazz y ganador del premio Grammy. La actuación de Woods en esta canción le abrió a una audiencia más amplia y presentó su música a los fans del pop. Cash Box dijo que "una ligera influencia de Stevie Wonder es evidente en la melodía y el ligero ritmo latino".

## Músicos
- Billy Joel: vocal, Fender Rhodes
- Hugh McCracken: guitarra acústica
- Steve Burgh: guitarra acústica
- Doug Stegmeyer: Bajo
- Liberty DeVitto: batería
- Ralph MacDonald: percusión
- Phil Woods: saxo alto
- Patrick Williams: orquestación

## Producción
- Phil Ramone: productor, ingeniero de sonido
- Jim Boyer: ingeniero de sonido

## Posiciones en listas
| Lista (1977)                      | Mejor posición |
| --------------------------------- | -------------- |
| Australian Singles Chart          | 6              |
| Canadian Hot 100                  | 2              |
| Irish Singles Chart               | 7              |
| New Zealand Singles Chart         | 6              |
| UK Singles Chart                  | 19             |
| U.S. Billboard Hot 100            | 3              |
| U.S. Billboard Adult Contemporary | 1              |

## Otras versiones
- Barry White - The Man (1978)
- Frank Sinatra - (1980)
- José José -  Lo pasado, pasado (1978)
- Willy Crook & Funky Torinos - Versiones (2000)
- Diana Krall - Live in Paris (2002)
- Polo Rojas - Esperando la Luna (2006)
- Harry Connick, Jr. - Your Songs (2009)
- Los Cafres - Classic Lover Covers (2009)
- José José - Lo Mejor de Los Grandes
- Jose James - No Beginning No End 2 (2020)
- Jake Sherman - Single (2019)